# 4011 Bakharev
4011 Bakharev è un asteroide della fascia principale. Scoperto nel 1978, presenta un'orbita caratterizzata da un semiasse maggiore pari a 2,1951115 UA e da un'eccentricità di 0,0506966, inclinata di 1,17343° rispetto all'eclittica.